# Río Viejo
Río Viejo è un comune della Colombia facente parte del dipartimento di Bolívar.
Il centro abitato venne fondato da un gruppo di pescatori nel 1785, mentre l'istituzione del comune è del 26 novembre 1982.